# 八丁馬場停留場

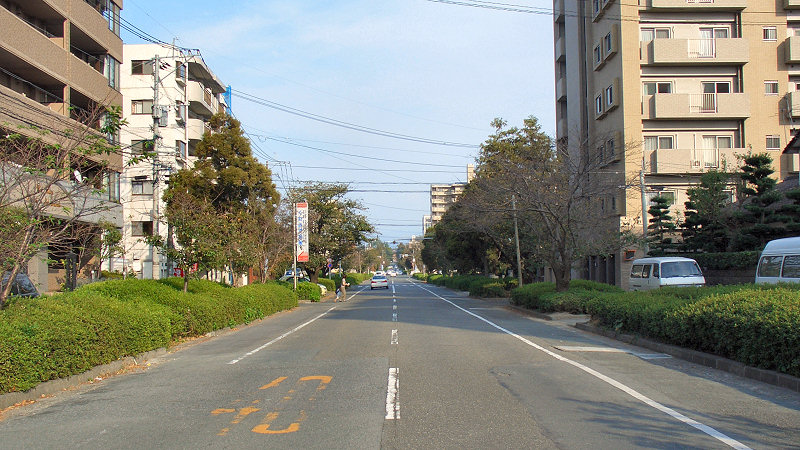
健軍神社參道、杉馬場

八丁馬場停留場（日语：／ Hacchobaba teiryūjō */?），又稱八丁馬場電車站，是位於熊本縣熊本市中央區神水一丁目和神水本町，熊本市交通局（熊本市電）健軍線的電車站。車站編號為21。A系統和B系統停靠此站。

## 歷史
- 1959年（昭和34年）4月16日 - 電車站啟用。

## 電車站構造
此電車站設有2面2線的相對式低地台月台。月台與路邊行人路之間設有行人過路處。

### 運行系統
此電車站是健軍線電車站之一。■A系統和■B系統會駛入此站。
| 月台 | 路線           | 上下行 | 方向                                               |
| ---- | -------------- | ------ | -------------------------------------------------- |
| 南邊 | ■A系統         | 上行   | 新水前寺站、通町筋、辛島町、熊本站、田崎橋方向     |
| 南邊 | ■B系統         | 上行   | 新水前寺站、通町筋、辛島町、本妙寺入口、上熊本方向 |
| 北側 | ■A系統、■B系統 | 下行   | 動植物園入口、健軍町方向                           |

## 使用狀況
| 1日上下車人次變化 | 1日上下車人次變化 |
| 年度              | 1日平均人次       |
| ----------------- | ----------------- |
| 2011年            | 449               |
| 2012年            | 356               |
| 2013年            | 476               |
| 2014年            | 481               |
| 2015年            | 561               |

## 電車站周邊
電車站周邊為住宅區。
- 上江津湖（日语：江津湖）（水前寺江津湖公園上江津地區）
- 健軍神社杉馬場（熊本市指定史蹟）
- 神水醫院（日语：くわみず病院）
- 慈愛園老人之家、慈愛園護理之家、保盧斯之家、慈愛園乳兒之家、慈愛園兒童之家

## 巴士路線
- 「八丁馬場」巴士
  - 熊本都市巴士（日语：熊本都市バス） - 東3系統
  - 產交巴士（日语：九州産交バス） - 西6、西7、東4、東5、東6、東7系統

## 相鄰電車站
熊本市交通局
■A系統、■B系統（健軍線）
商業高校前（20）－八丁馬場（21）－神水交差點（22）

## 注腳
1. ↑  国土数値情報(駅別乗降客数データ)  （页面存档备份，存于）（日語） - 國土交通省，2018年3月27日參閲

## 外部連結
- 熊本市交通局 （页面存档备份，存于）（日語）